# A Québec Bulldogs játékosainak listája
A Québec Bulldogs egy profi jégkorong csapat volt a National Hockey League-ben az 1919–1920-as szezonban. Ezután a csapat átköltözött Hamiltonba és a neve Tigersre változott. Ez a lista azokat a játékosokat tartalmazza, akik legalább egy mérkőzésen jégre léptek a csapat színeiben.

## A játékosok listája
- Frank Brophy
- George Carey
- Ed Carpenter
- Jack Coughlin
- Howard Lockhart
- Joe Malone
- Jack Marks
- Thomas McCarthy
- Jack McDonald
- Fred McLean
- George McNaughton
- Harry Mummery
- Dave Ritchie
- Tommy Smith
- Alex Wellington